# Wikispecies
Wikispecies är ett wiki-baserat systerprojekt till Wikipedia som i december 2019 uppnådde 700 000 artiklar. 
Dess syfte är att vara en fri faktabas över arter och i förlängningen av det även över släkten, familjer, och så vidare. Wikispecies skall omfatta alla riken, alltså djurriket, växtriket och svampar, såväl som eubakterier, arkéer och protister. Tanken är att Wikispecies ska ha ett nära samarbete med andra wikiprojekt, särskilt Wikipedia. Wikispecies är tillgängligt under GNU Free Documentation License.
Wikispecies är öppet för alla men riktar sig främst till forskare, snarare än till den breda allmänheten. Jimmy Wales, grundare av Wikipedia, har sagt att det för all del inte krävs att de som redigerar Wikispecies ska faxa in sina examina, men att alla artiklar måste underkasta sig en kritisk granskning från taxonomer och systematiker.